# Wappen der Gemeinde Kraftsdorf
Das Wappen der Gemeinde Kraftsdorf ist ein Hoheitszeichen der gemeinde Kraftsdorf im Landkreis Greiz im thüringischen Vogtland.

## Blasonierung
Die Blasonierung, die in §2 Abs. 2 der Hauptsatzung der Gemeinde formuliert ist, lautet wie folgt:

„Das Gemeindewappen ist gespalten durch einen silber-roten gestückelten Balken von schwarz und blau und zeigt oben einen wachsenden goldenen Löwen mit roter Zunge und Bewehrung und unten eine silberne wellenförmige Spitze, darin eine rote, golden bebutzte und bebarte Rose.“

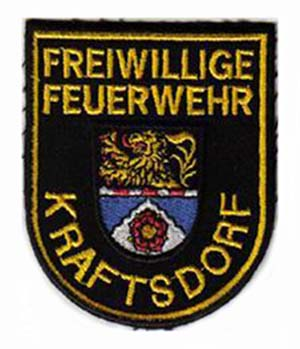
Ärmelabzeichen der örtlichen Feuerwehr

## Geschichte
Der Löwe, der dem vogtländischen Löwen entspricht, erinnert an die Herrschaft der Vögte von Weida, Gera und Plauen. Ein Anteil der Gemeinde gehörte bis zum Ende der Monarchien in Deutschland zum Fürstentum Reuß jüngerer Linie.

## Flagge und Wappen
Die Bestimmungen zur Flagge sind in der Hauptsatzung der Gemeinde nicht genannt.
Die Gemeinde Kraftsdorf führt ein Dienstsiegel mit dem Wappen und der bogenförmigen Umschrift „Thüringen“ (oben) und „Gemeinde Kraftsdorf“ (unten).

## Belege
1. ↑  Gemeinde Kraftsdorf: Hauptsatzung der Gemeinde Kraftsdorf. 10. März 2023, abgerufen am 28. September 2023.
2. ↑  §2 (2) Hauptsatzung